# Roman Kozłowski
Pour les articles homonymes, voir Kozlowski.
Roman Stanisław Jakub Kozłowski, né le 1er février 1889 à Włocławek et mort le  2 mai 1977 à Varsovie, est un géologue polonais spécialisé dans la paléontologie et la paléobiologie.
Il a fondé la revue Acta Palaeontologica Polonica en 1956 et l'institut de paléontologie de Varsovie (Instytut Paleobiologii im. Romana Kozłowskiego Polskiej Akademii Nauk (pl)) a été nommé en son honneur. Il a obtenu la médaille Wollaston en 1961.
Il a reçu le titre de docteur honoris causa de l'université Jagellonne de Cracovie en 1964.